# Moses Ramafole
Moses Ramafole (ur. 28 stycznia 1976) – sotyjski piłkarz występujący na pozycji pomocnika.

## Kariera klubowa
Ramafole karierę zaczynał w Lesotho Prison Service Maseru. W latach 2005–2009 grał w FC Likhopo, a w latach 2009–2010 w Lioli FC. W latach 2010–2012 był zawodnikiem Linare FC.

## Kariera reprezentacyjna
Ramafole ma za sobą występy w reprezentacji Lesotho. Grał między innymi na turniejach COSAFA Cup 1999, COSAFA Cup 2004 i COSAFA Cup 2006. Występował również w eliminacjach do Mistrzostwa Świata 2006, na które reprezentacji Lesotho nie udało się zakwalifikować. W latach 1999–2006 rozegrał 14 meczów i strzelił 2 gole w kadrze narodowej.